# Pollenia erlangshanna
Pollenia erlangshanna är en tvåvingeart som beskrevs av Feng 2004. Pollenia erlangshanna ingår i släktet vindsflugor, och familjen spyflugor. Inga underarter finns listade i Catalogue of Life.